# Val Chauselle
Le val Chauselle, ou Valchiusella (également le val Chiusella) en italien, est un territoire d’environ 25 kilomètres de long et d’une superficie de 143 km2, situé dans la ville métropolitaine de Turin et, plus précisément dans le Canavais (Piémont), qui est traversé par le torrent Chauselle affluent de la Doire Baltée.

## Géographie

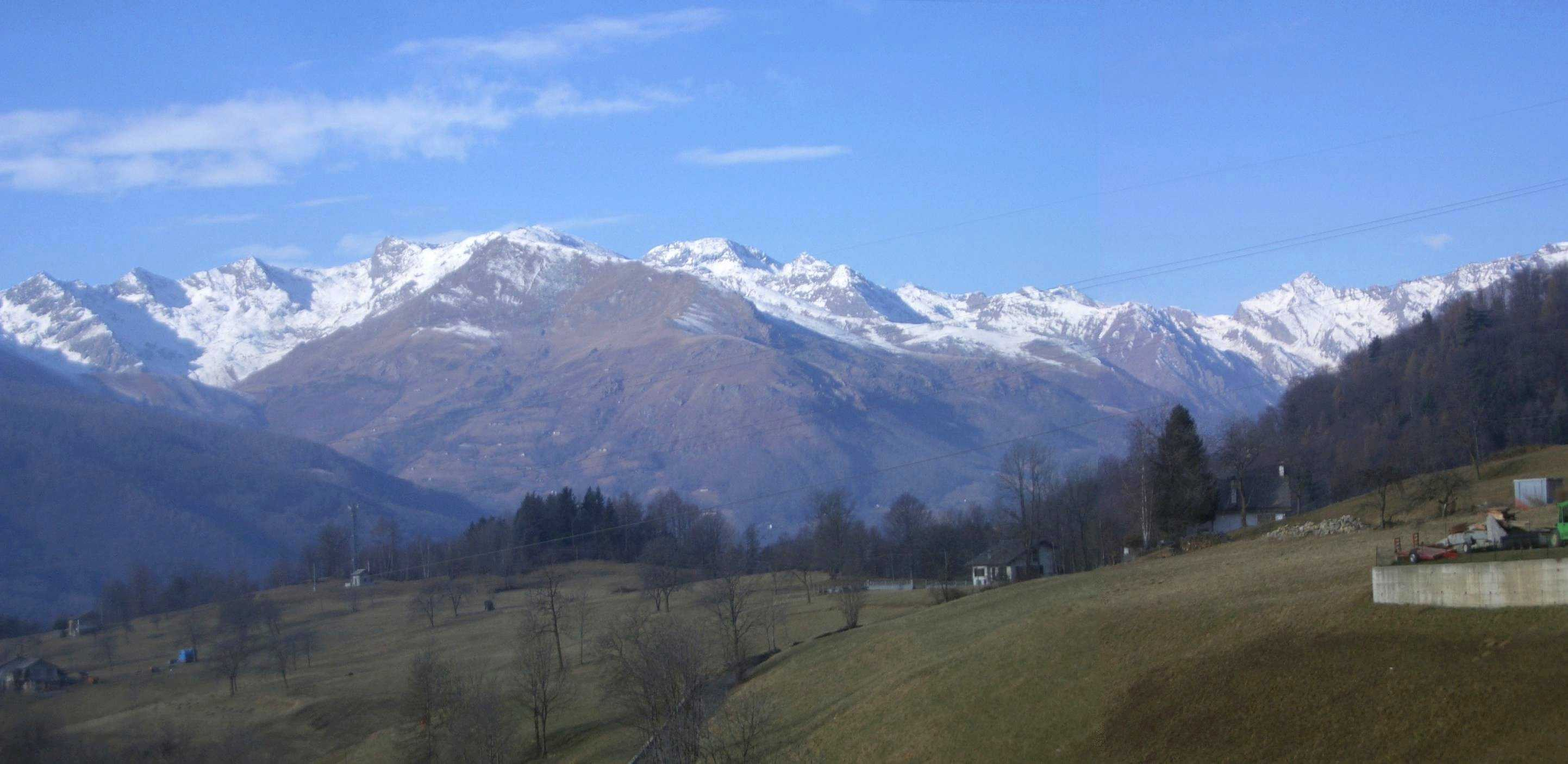
Vue de la chaîne montagneuse

Le territoire du val Chauselle débute, sur les hauteurs d’Ivrée, par une zone composée de forêts et de pâturages, qui descend en pente douce jusqu’à Traversella, puis le terrain prend une physionomie en forme de V pour s’insérer dans le massif du Grand-Paradis, entre la basse vallée d'Aoste au nord-est et les vallées de l’Orco et Soana au sud-ouest.
La basse vallée est caractérisée par des collines boisées occupées par des habitats dont plusieurs sont des communes autonomes. Cette partie est une zone géographique de l'amphithéâtre morainique d'Ivrée qui abrite quelques lacs dont celui de Alice et de Meugliano qui sont des lacs naturels et celui de Gurzia qui est un bassin hydroélectrique créé par un barrage sur le cours de la Chauselle.
La partie haute de la vallée est délimitée par une chaîne de monts dont les hauteurs varient de 2 820 mètres pour le Monfandì aux 2 756 mètres du Mont Mars (Alpes grées) (it) (où se trouve la source de la Chauselle).
Le caractère alpin et la physionomie de cette partie haute est typique des vallées formées après la dernière glaciation, pendant la glaciation de Würm de la période interglaciaire. Après le retrait du grand glacier de la Doire Baltée, la morphologie du territoire présente une série de cirques et de petits plateaux occupés par de petits lacs d’altitude, comme ceux de la Furce (2 165 m), de Liamau (2 337 m) et ceux de la Buffa (2 176 m).

### Sommets principaux
- Monfandì - 2 820 m
- Mont Giavin (it) - 2 766 m
- Mont Mars (Alpes grées) (it) - 2 756 m
- Punta Liamau - 2 734 m
- Punta Mariasco - 2 412 m

## Administration
Du point de vue administratif, le territoire de la vallée fait partie de la Communauté de montagne du val Chauselle (it. Comunità Montana Val Chiusella) depuis 1972, qui en a la tutelle et qui assume la promotion socio-économique de la vallée.
La communauté de montagne comprend les communes suivantes :
- Alice Superiore ;
- Brosso ;
- Issiglio ;
- Lugnacco ;
- Meugliano ;
- Pecco ;
- Rueglio ;
- Trausella ;
- Traversella ;
- Vico Canavese ;
- Vidracco ;
- Vistrorio.

## Économie
Jusqu’à la Seconde Guerre mondiale, les ressources économiques de la vallée étaient liées, en grande partie, à l’agriculture et l’activité pastorale, auxquelles s’ajoutent les mines de fer de Traversella et Brosso, exploitations traditionnelles mais jugées non rentables et fermées en 1971. La seule exploitation encore active est celle de la diorite aux mines de Vico Canavese.
Dans l’après guerre, la vallée a bénéficié du développement économique d’Ivrée et l’établissement de petites entreprises de sous-traitances et de recherches par les sociétés Olivetti, Fiat et Fimmecanica, qui évita le dépeuplement massif des zones montagneuses.
Le tourisme maintient les séjours estives à caractère familial ainsi que les sports liés à la neige (pistes de descentes des Palit au hameau de Fondo de Traversella, à l’alpinisme (Club alpin italien) et aux activités gastronomiques liées à la tradition populaire locale.

## Préhistoire

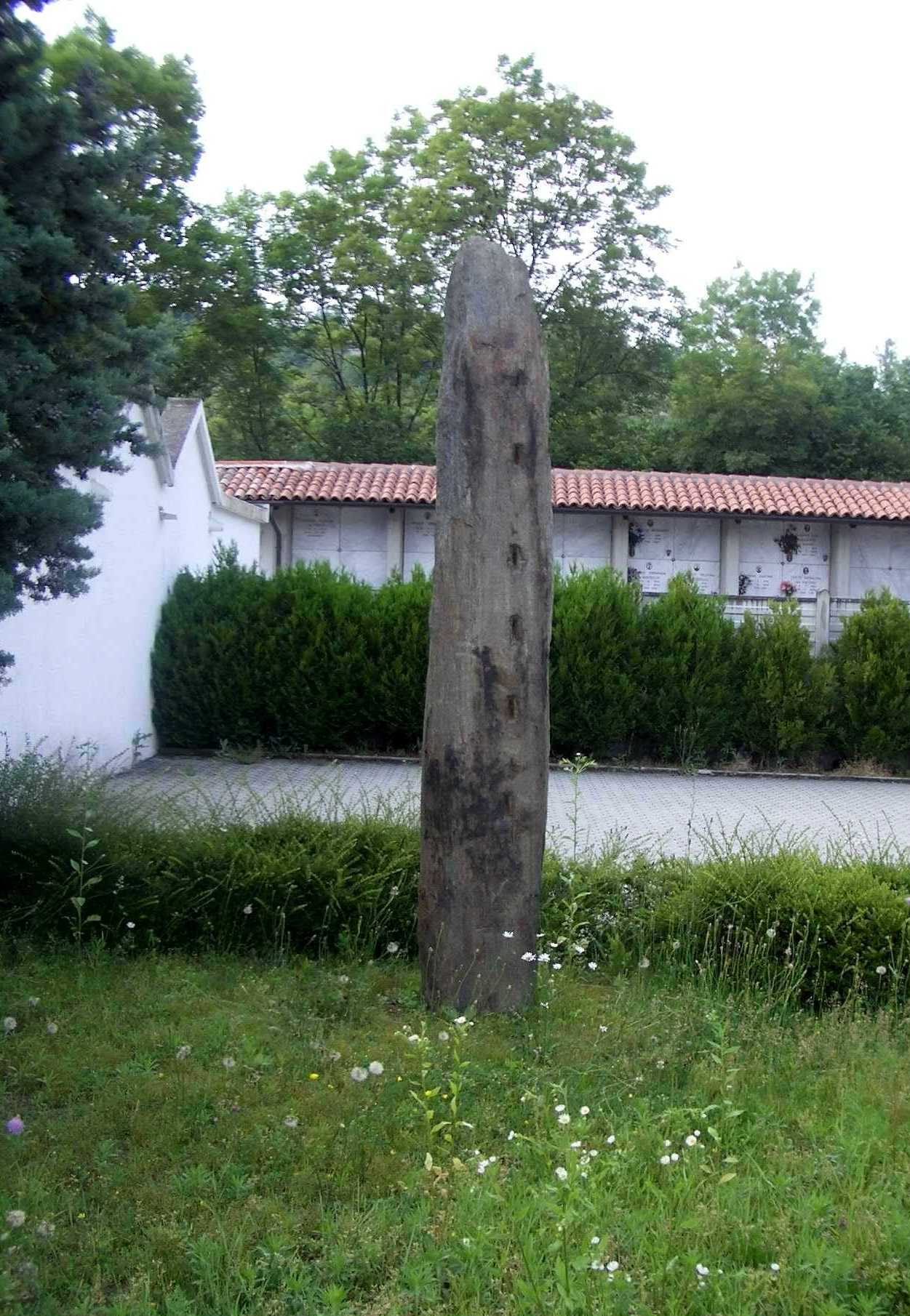
Le menhir de Lugnacco

L’exploration systématique de la période post-glaciation qui effaça les traces des premiers habitats de la vallée de –8000 ans jusqu’à la conquête des romains, reste encore méconnue. Les seuls restes visibles aujourd’hui sont :
- le village palustre de la tourbière de Alice : traces probables d’un centre habité remontant à l'âge du bronze (environ 1500 av. J.-C.) ;
- le menhir de Lugnacco : monument mégalithique remontant au néolithique (- 4000 ans) et à l’âge du bronze (Lugnacco) ;
- l’art rupestre de la Pera dij Crus et du Sentiero delle Anime : roches peintes de graffitis, similaires à ceux d’autres lieux alpins et remontant à la période du néolithique et à l’âge du bronze ;
- les murs salasses : restes d’antiques fondations, le long du sentier menant au col de Corni et dans la vallée de Champorcher (Vallée d'Aoste), remontant à la guerre entre Salasses et Romains.

## Histoire
L’histoire de la vallée est étroitement liée à celle de la cité d’Ivrée et de la zone du Canavais.
Des traces historiques se rapportent aux Salasses, tribu celtique qui habitait la vallée jusqu’à la conquête romaine, menée par Térence Varron en 25 av. J.-C., sur les territoires cisalpins et pour le contrôle de la Via Francigena qui menait en Gaule.
Le peu de choses connues sur la situation de la vallée au haut Moyen Âge se réfère, comme pour le Canavais, à la domination des Francs en 745. Aux IXe et Xe siècles, la vallée passa sous la juridiction de l’église de Verceil puis sous celle d’un monastère de Pavie. Après un certain temps passé sous Arduin d'Ivrée, marquis d’Ivrée en 1015, l’empereur allemand Otton III du Saint-Empire assigna la vallée à l’archevêché de Verceil.
Au XIVe siècle sous les comtes de San Martino, la vallée connut une sanglante révolte de la paysannerie contre les seigneurs (révolte qui porta le nom de Tuchinaggio, dérivé de l’expression dialectale « tüc-ün », « tous unis »).
À partir du bas Moyen Âge, l’extraction du minerai et le travail du fer, constitua pour la vallée une ressource économique non négligeable (convention de 1448 entre la commune de Brosso et le Comte Amédée de Savoie), mais le passage sous la domination de la maison de Savoie se solda par des luttes cruelles entre les communes.
En 1800, la vallée occupée depuis la fin du XVIIIe siècle par les troupes françaises, connut un soulèvement populaire de la milice occupante, l'« insurrection des Socques ».

## Traditions et culture populaire
L’esprit néo-romantique associé à l’intérêt touristique pour les anciennes traditions ont donné naissance à de nombreuses associations culturelles et artistiques qui s’expriment par d’antiques danses, chansons et musiques populaires. De plus, la littérature s’est aussi orientée vers la recherche et l’expression d’anciennes coutumes issues de la mémoire populaire, dispensées annuellement au travers de fêtes folkloriques accompagnées de la dégustation de la cuisine traditionnelle et de ses ingrédients naturels (fromage, châtaigne, champignons, plantes comestibles, etc.)

## Sources
- (it) Cet article est partiellement ou en totalité issu de l’article de Wikipédia en italien intitulé « Valchiusella » (voir la liste des auteurs).